# Castillo Hamamatsu
El castillo Hamamatsu (浜松城 Hamamatsu-jō?) es un castillo japonés localizado en Hamamatsu, prefectura de Shizuoka, Japón.

## Historia
El castillo Hikuma fue construido en el sitio alrededor del año 1532 por un vasallo del Imagawa clan pero fue conquistado en 1568 por el shōgun Tokugawa Ieyasu, quien se mudó ahí procedente del Castillo Okazaki en 1570. Tokugawa renovó, expandió y renombró la fortaleza a castillo Hamamatsu en 1577, donde permaneció 17 años. A finales del siglo XIX el castillo fue destruido por un incendio y fue reconstruido en 1958.
El castillo, también llamado Shusse-jō o "castillo del éxito", tiene 3 pisos de altura y aloja un pequeño castillo en su interior, el cual contiene una armadura y otras reliquias de Tokugawa.